# Gorgias
Acest articol este despre Gorgias, filosoful grec. Pentru dialogul platonician vezi Gorgias (Platon).
Gorgias (ca. 483 î.Hr.-375 î.Hr.), sofist și retor grec, s-a născut la Leontini, în Sicilia.
În 427 a fost trimis de către cetățenii orașului său pentru a cere protecția atenienilor împotriva agresiunii siracuzienilor. S-a stabilit apoi în Atena și a trăit practicând oratoria și predând retorica. A murit în Larissa în Tesalia.

## Scrieri
A scris diferite tratate: Retorica, Asupra naturii sau Neantul, Elogiu Helenei, Apărarea lui Palamede. 

## Filosofia lui Gorgias
Principalele sale teze sunt: 
1. Nu există nimic.
2. Dacă ar exista ceva, nu ar putea fi cunoscut.
3. Dacă ar exista și ar putea fi cunoscut, cunoașterea nu ar putea fi comunicată.

Ultima teză este argumentată în felul următor: cuvântul este un semn, care nu are nimic în comun cu ce reprezintă el. Aceeași reprezentare nu poate exista la două persoane diferite, deoarece atunci nu ar fi o singură reprezentare, ci două. Chiar dacă aceeași reprezentare ar exista în mințile a doi oameni, ea ar fi diferită din cauza deosebirilor individuale. Reprezentarea unei culori nu poate fi comunicată prin cuvinte, fiindcă urechea nu aude culori, ci sunete. Negând existența, posibilitatea de a cunoaște adevărul și de a-l comunica, filosofia lui Gorgias reprezintă o teorie total sceptică. El a fost socotit pe bună dreptate un nihilist.